# Терри Пратчетт: Выбирая умереть
«Те́рри Пра́тчетт: Выбира́я умере́ть» (англ. Terry Pratchett: Choosing to Die) — документальный телевизионный фильм компании BBC, в котором известный писатель Терри Пратчетт освещает проблему эвтаназии, общественного мнения об эвтаназии, её правовой статус в разных странах, и показывает процесс ассистируемого самоубийства на примере неизлечимо больного человека, Питера Смедли, который согласился умереть в присутствии телекамеры и съёмочной группы, приняв смертельное вещество. Действие происходит в Швейцарии, где ассистируемое самоубийство (англ. аssisted suicide) разрешено законом.
Премьера фильма состоялась 13 июня 2011 года. 11 июня во время предпремьерного показа на фестивале документальных фильмов «Doc/Fest» Пратчетт признался, что, будучи сам неизлечимо больным болезнью Альцгеймера, также начал оформление документов для поступления в швейцарскую клинику «Dignitas», где практикуется ассистируемое самоубийство. До этого Пратчетт уже неоднократно высказывался по вопросу своего добровольного ухода из жизни.
В 2012 году фильм получил награду как Лучший документальный фильм Международной премии Эмми